# ARJ (bestandsformaat)
ARJ is een bestandsformaat voor datacompressie. Het werd voor het eerst gebruikt in het ARJ-programma. Programma's die ARJ-bestanden kunnen maken zijn onder meer sArchiver (Mac OS X) en het ARJ-programma (MS-DOS/Windows). Programma's die het bestand kunnen openen zijn onder Windows ARJ, ALZip, 7-Zip, IZArc, WinRAR en ZipZag. Onder Mac OS X zijn dit The Unarchiver, Zipeg for Mac en sArchiver, terwijl er voor Linux/Unix slechts één programma beschikbaar is: Xarchiver. Voor meerdere platformen is Zipeg beschikbaar en voor MS-DOS is enkel het programma ARJ beschikbaar.